# 大倉重作
大倉 重作（おおくら じゅうさく、1906年〈明治39年〉8月4日 - 1982年〈昭和57年〉5月7日）は、日本の政治家。位階は従五位。勲等は勲四等。
静岡県小笠郡千浜村議会議員、静岡県小笠郡千浜村助役、静岡県小笠郡千浜村長、静岡県小笠郡大浜町長、静岡県小笠郡大東町長（初～第3代）などを歴任した。

## 概要
静岡県出身の政治家であり、静岡県小笠郡にて千浜村の村長を経て、大浜町の町長や大東町の町長を務めた。大東町においては全町農業構造改善事業を提唱し、全国的な注目を集めた。企業誘致や教育機関の整備などを積極的に推し進めたが、町長在任中に死去した。

## 来歴

### 生い立ち
1906年（明治39年）8月4日、静岡県小笠郡千浜村にて生まれた。学校を卒業後、家業である農業を継いだ。また、帝国在郷軍人会においては千浜村分会の分会長を務めていた。

### 政治家として

掛川市役所大東支所庁舎に設置されている『大倉重作像』（2013年10月31日撮影）

1951年（昭和26年）、千浜村議会議員選挙に立候補し、初当選を果たす。その後、千浜村の助役を経て、村長に選出された。1956年（昭和31年）に千浜村は隣接する大坂村と合併し大浜町となったが、大倉はその町長に就任した。着任後は、大浜町と接している城東村との間で合併を取り纏め、1973年（昭和48年）に大東町を誕生させた。
1973年（昭和48年）4月15日、大東町の初代町長に就任した。同日より1977年（昭和52年）4月14日まで1期目を務め、1977年（昭和52年）4月15日から1981年（昭和56年）4月14日まで2期目を務め、さらに1981年（昭和56年）4月15日から3期目を務めた。在任中は、当時注目を集めていた「構造改善」事業に積極的に取り組み、町ぐるみでの構造改善の推進により全国的に名が知られるようになった。その結果、大東町は1977年（昭和52年）に国から優良自治体表彰を受けるに至る。これらの業績が評価され、1980年（昭和55年）4月には勲四等瑞宝章を受章している。
しかし、3期目の任期のさなかである1982年（昭和57年）5月7日、現役の町長のまま急逝した。後任の町長には神谷庄平が当選し、同年6月13日に就任した。なお、死去に際して、従五位に叙された。

## 政策
企業誘致の推進
もともと大東町を含む小笠郡は、第一次産業中心の農村、あるいは、漁村が多かった。しかし、大倉は第二次産業を重視し、企業の誘致活動を積極的に行った。その結果、大東町への35社の企業の誘致に成功し、町民の雇用の場を確保することにも繋がった。大東町の第二次産業は、東海工業地域の中でも有数の製品出荷額を占めるまでに成長した。
なお、企業誘致に当たっては、経営者の人物像を徹底して観察していた。経営者の礼儀作法に欠けた点があった場合、もうその企業は相手にしなかったという。当時の大東町を視察していた西桂町議会議長の石田光は、この逸話に感銘を受け「この町長にして農工一体の町づくりができたのだと感じました」と述懐している。
構造改善事業の推進
土地改良などの構造改善事業に積極的に取り組み、町内全域において構造改善事業を展開した。町長在任中には、小笠山開拓建設事業などが行われている。
大倉の施策は注目を集め、1982年（昭和57年）の農業土木学会の中央研修会に招かれ、農学者や工学者らを前に「協業と土地改良」と題した講演を行っている。

## エピソード
掛川市の市長に初当選した榛村純一が挨拶に訪れたところ、大倉は掛川市が南北間の物流や商流を軽視していると伝えるなど、掛川市の市政の問題点を指摘した。さらに「若い市長が出来たんだから、もう少し目の覚めるようなことを掛川でやらなきゃ、俺たちは掛川に関係なくなるよ」と述べるなど、榛村を叱咤激励した。のちに榛村は大倉について「静岡県の町長の傑物の中の傑物」と評している。

## 顕彰
大倉の没後、大東町民体育館にて大倉を偲ぶ町葬が営まれた。また、その業績を称え、大東町役場には大倉の胸像が建立された。後年、大東町役場は掛川市役所大東支所に転用されるが、大倉の胸像はそのまま残されている。

## 親族
子宝にも恵まれた。長男の大倉重信は、大東町議会議員を振り出しに政治家の道を歩み、大東町議会議長、大東町助役、大東町長などを歴任した。大東町が旧掛川市、大須賀町と新設合併し、新たに掛川市が設置されると、初代市長が選出されるまで市長職務執行者を務め、のちに掛川市の助役となった。

## 略歴
- 1906年 - 静岡県小笠郡千浜村にて誕生[1]。
- 1951年 - 千浜村議会議員選挙当選[1]。
- 1970年 - 天竜厚生会理事。
- 1973年 - 大東町長選挙当選（1期目）[4]。
- 1977年 - 大東町長選挙当選（2期目）[4]。
- 1981年 - 大東町長選挙当選（3期目）[4]。
- 1982年 - 死去。

## 栄典
- 1980年 - 勲四等瑞宝章[5]。
- 1982年 - 従五位[7]。